# Didier Courbot
Pour les articles homonymes, voir Courbot.
 (janvier 2015).
Didier  Courbot, né le 8 avril 1967 à Hazebrouck, est un artiste et galeriste français. 

## Biographie
Après avoir fait un passage aux Beaux Arts et passé son diplôme d’architecte paysagiste à l'École nationale supérieure du paysage de Versailles (ENSP), Didier Courbot a commencé sa carrière d’artiste dans les années 1990. Représenté à ses débuts par la galerie Chez Valentin, puis par la Galerie Nelson en France, et par Scai The Bathhouse à Tokyo il est désormais représenté par Susan Hobbs gallery à Toronto. Ses projets explorent principalement l'espace public dans différentes villes telles que Osaka, Paris, Prague, Québec, Rome. Didier Courbot est notamment connu pour sa série des needs, interventions discrètes dans l'espace public réalisées et photographiées par l'artiste. En 2016, avec la paysagiste Stéphanie Courbot, il fonde A1043, une galerie de design située dans le 3ème arrondissement de Paris.

## Créations
- needs (Prague), 1999
- needs (Rome), 1999
- needs (Osaka), 1999
- needs (Paris), 2001
- needs (St Jean Port-Joli), 2001
- needs (Paris), 2002
- needs (Paris, avec P.M.), 2003
- needs (Florence), 2006
- A Wild Sheep Chase, 2003
- Nous sommes déjà venue ici, 2003
- Les Fougères, 2004
- Rain Collector, 2007
- Le passage jardinier (Marseille St Mauront Rue Guichard), 2014[5],[6]